# مانیشگا (رود)
مانیشگا (به ارمنی: [] Error: {{Lang}}: فاقد متن (راهنما)) رودی است در کشور ارمنستان که در استان وایوتس‌جور جریان دارد  به رود آرپا می‌ریزد. طول آن ۱۶ کیلومتر (۹٫۹ مایل) و مساحت حوضه آبخیز (دبی) آن کیلومتر مربع می‌باشد.